# Haus Sinn

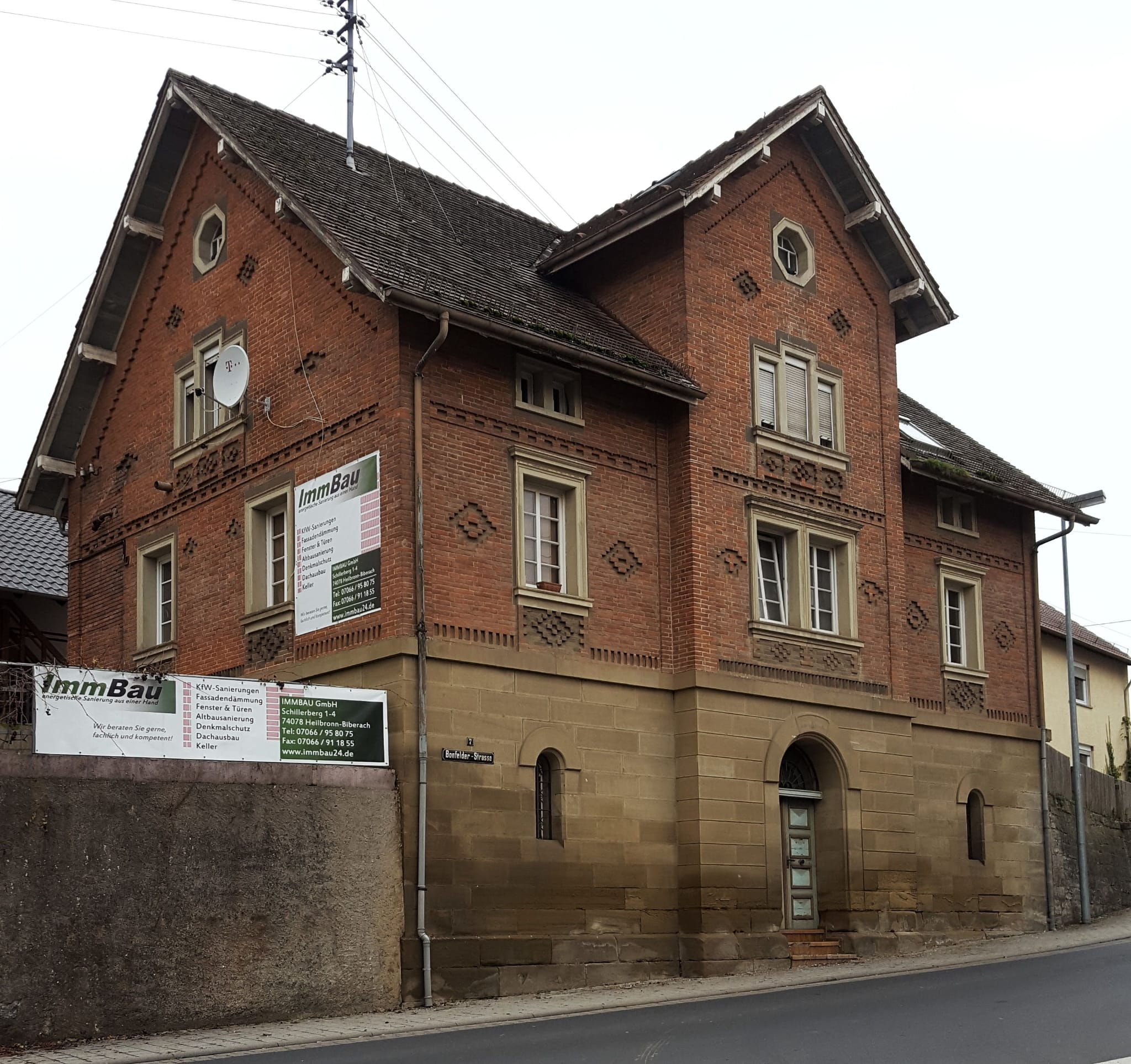
Haus Sinn

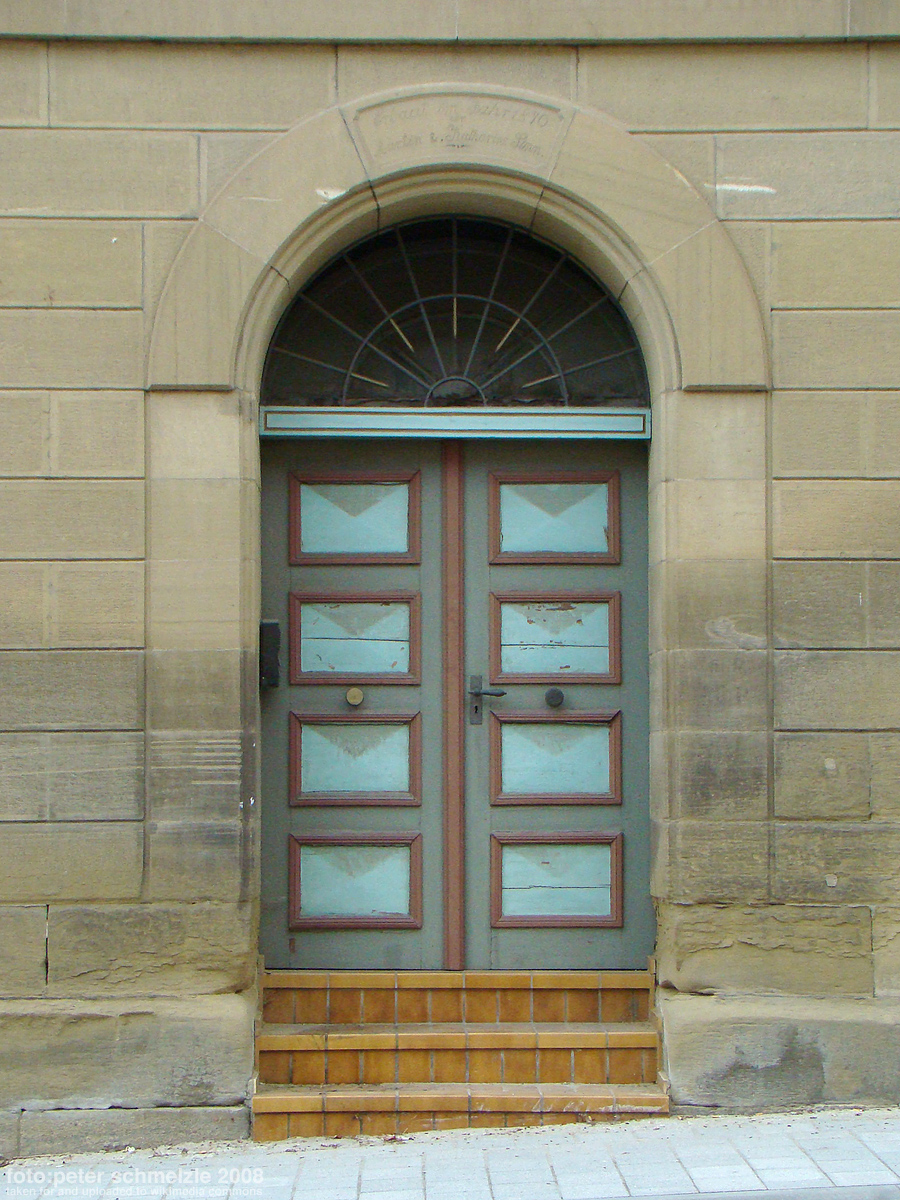
Portal

Das Haus Sinn an der Bonfelder Straße 7 in Heilbronn-Biberach ist ein Wohngebäude, das für Martin und Katharina Sinn nach Plänen des Architekten Hermann Maute errichtet wurde und als Kulturdenkmal gilt.

## Beschreibung
Das spätklassizistische Gebäude aus dem Jahre 1870 ist ein zweieinhalbgeschossiges Werkstein-/Backsteinbau, wobei das Haus im Stil des Klassizismus mit Mittelrisalit und Zwerchhaus ausgeführt wurde. Bemerkenswert sind Details wie Brüstungsfelder und Gesimse, die ornamental verziert wurden.

## Geschichte
1961 gehörte das Haus dem Lokomotiv-Heizer Wilhelm Knobloch, der gemeinsam mit dem Schlosser Franz Polz  den ersten Stock bewohnte, während im Erdgeschoss der Schreiner Walter Ilzhöfer lebte.